# Act IV: Rebirth in Reprise
Act IV: Rebirth in Reprise è il sesto album in studio del gruppo musicale statunitense The Dear Hunter, pubblicato il 4 settembre 2015 dalla Equal Vision Records e dalla Cave & Canary Goods.

## Tracce
Testi di Casey Crescenzo, musiche dei The Dear Hunter.
1. Rebirth – 2:51
2. The Old Haunt – 4:36
3. Waves – 4:12
4. At the End of the Earth – 5:16
5. Remembered – 3:50
6. A Night on the Town – 9:00
7. Is There Anybody Here? – 6:42
8. The Squeaky Wheel – 4:35
9. The Bitter Suite IV and V: The Congregation and the Sermon in the Silt – 5:40
10. The Bitter Suite VI: Abandon – 5:32
11. King of Swords (Reversed) – 5:07
12. If All Goes Well – 4:41
13. The Line – 3:37
14. Wait – 3:20
15. Ouroboros – 5:25

## Formazione
Gruppo
- Casey Crescenzo – voce, pianoforte, chitarra, chitarra acustica, Rhodes, organo, sintetizzatore, percussioni ausiliarie, orchestrazione
- Nick Crescenzo – batteria, percussioni
- Rob Parr – chitarra, chitarra acustica, voce, pianoforte, organo
- Nick Sollecito – basso
- Max Tousseau – chitarra, sintetizzatore

Altri musicisti
- Judy Crescenzo – voce aggiuntiva
- Tivoli Breckenridge – voce aggiuntiva
- Brian Adam McCune – orchestrazioni aggiuntive, preparazione musicale parti orchestrali
- David Möschler – conduzione orchestra
- Awesöme Orchestra
  - Jenny Hanson – flauto
  - Arturo Rodriguez – ottavino
  - Ashley Ertz – oboe
  - Sue Crum – oboe
  - James Pytko – clarinetto
  - Carolyn Walter – clarinetto
  - Scott Alexander – fagotto
  - Kris King – controfagotto
  - Jon Betts – corno
  - Heidi Trefethen – corno
  - Phil Hobson – corno
  - Nick Carnes – corno
  - Harlow Carpenter – tromba
  - Michael Cox – tromba
  - Justin Smith – tromba
  - Allison Gomer – trombone
  - Bruce Colman – trombone
  - Jeremy Carrillo – trombone basso
  - Robinson Love – tuba
  - Lily Sevier – timpani, percussioni
  - Liza Wallace – arpa
  - Ishtar Hernandez – violino (tracce 3 e 7)
  - Laura Shifley – violino (tracce 3 e 7)
  - Ann Eastman – violino
  - Shaina Evoniuk – violino
  - Lucy Giraldo – violino
  - Moses Lei – violino
  - Christina Owens – viola (tracce 3 e 7)
  - Christina Lesicko – viola
  - Alice Eastman – viola
  - Sam Leachman – violoncello (tracce 3 e 7)
  - Karen Hsu – violoncello
  - Kane Suga – violoncello
  - Cindy Hickox – violoncello
  - Travis Kindred – contrabbasso
  - Amanda Wu – contrabbasso
  - Alex Van Gils – contrabbasso

Produzione
- Casey Crescenzo – produzione, ingegneria del suono
- Nick Crescenzo – ingegneria del suono aggiuntiva
- Max Tousseau – ingegneria del suono aggiuntiva
- Phil Crescenzo – ingegneria del suono aggiuntiva
- Mike Watts – missaggio
- Jesse Nichols – ingegneria parti orchestrali
- Jason Butler – assistenza tecnica parti orchestrali